# 馬扎岡 (阿馬帕州)
0°6′54″S 51°17′20″W / 0.11500°S 51.28889°W

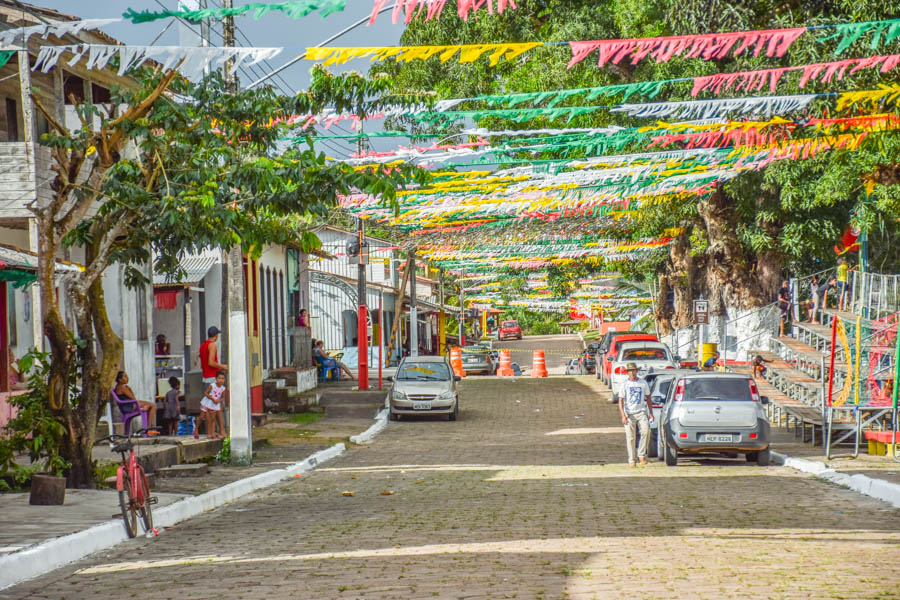
馬扎岡

馬扎岡（葡萄牙語：Mazagão），是巴西的城鎮，位於該國北部，由阿馬帕州負責管轄，始建於1770年1月23日，面積13,131平方公里，海拔高度60米，2014年人口19,157，人口密度每平方公里1.46人。